# Rhipidia (Rhipidia) cramptoni
Rhipidia (Rhipidia) cramptoni is een tweevleugelige uit de familie steltmuggen (Limoniidae). De soort komt voor in het Neotropisch gebied.